# Kanton Saint-Denis-6
Saint-Denis-6 is een voormalig kanton van het Franse overzees departement Réunion. Het kanton maakte deel uit van het arrondissement Saint-Denis. Het werd opgeheven bij decreet van 24 februari 2014 met uitwerking op 22 maart 2015.
Het kanton omvatte uitsluitend een deel van de gemeente Saint-Denis.